# معيار طبيعي
المعيار الطبيعي هو تعاون بحثي دولي يستعرض بشكل منهجي الأدلة العلمية حول الطب التكميلي والبديل. مع كلية الطب بجامعة هارفارد، يوفر المعيار الطبيعي معلومات المستهلك حول الطب التكميلي والبديل لمنشورات هارفارد الصحية وسوزان ج. كومن للعلاج. توفر المعيار الطبيعي أيضًا معلومات حول الأدوية العشبية والمكملات الغذائية لميدلين بلس، التي يتم إنتاجها وصيانتها من قبل المكتبة الوطنية الأمريكية للطب والمعاهد الوطنية للصحة.

## تاريخ
تأسست شركة المعيار الطبيعي التعاونية في عام 2000 لتكون بمثابة مركز مقاصة للمعلومات عن الطب القائم على الأدلة التي تغطي العديد من تخصصات الرعاية الصحية. ويشمل هذا الجهد الدولي مؤلفين ومحررين ومراجعين من النظراء من مؤسسات أكاديمية وبحثية متعددة.
تم الاستيلاء على المعيار الطبيعي من قبل مركز البحوث العلاجية في عام 2013.

## أفراد
وكان المؤسسون:
- كاثرين أولبريشت، فارمد، ماجستير في إدارة الأعمال.
- إيثان باش، دكتوراه في الطب، ماجستير.

أعضاء هيئة التحرير العليا تشمل:
- إدزار إرنست، شخصية معروفة في أبحاث الطب التكميلي والبديل ومؤلف مشارك في كتاب "خدعة أو علاج"

## روابط خارجية
- Natural Medicines